# 侯啟御
侯啟御，四川人，明朝政治人物。举人出身。
崇禎十六年(1643年)，擔任廣東廣州府永安縣知縣（現紫金縣知縣）。后由接任。